# Russoïta
La russoïta és un mineral de la classe dels òxids.

## Característiques
La russoïta és un òxid de fórmula química (NH₄)ClAs₂O₃(H₂O)0,5. Va ser aprovada com a espècie vàlida per l'Associació Mineralògica Internacional l'any 2016. Cristal·litza en el sistema hexagonal. Es coneix un anàleg sintètic. Es tracta d'una combinació única d'elements. Químicament és similar a la lucabindiïta, a la gajardoïta (també hexagonal), i a la torrecillasita, tots amb grups d'òxid d'arsènic en l'estructura.

## Formació i jaciments
Va ser descoberta a la fumarola "Bocca Grande", a la Solfatara di Pozzuoli, a Pozzuoli, als Camps Flegreus (Província de Nàpols, Itàlia). Es tracta de l'únic indret on ha estat trobada aquesta espècie mineral. Es tracta del tercer mineral descobert en aquesta solfatara, després de la dimorfita i la voltaïta.